# Konrad Repgen
Konrad Repgen, né le 5 mai 1923 à Friedrich-Wilhelms-Hütte et mort le 2 avril 2017 à Bonn, est un historien allemand et un ancien professeur émérite à l'Université rhénane Frédéric-Guillaume de Bonn. Il est reconnu pour son travail sur l'histoire de l'église contemporaine,.

## Biographie
Konrad Repgen est né le 5 mai 1923 à Friedrich-Wilhelms-Hütte. Il est mort le 2 avril 2017 à Bonn à l'âge de 93 ans.

## Prix et distinctions
Konrad Repgen est membre de plusieurs sociétés savantes, notamment l'Académie bavaroise des sciences, la British Academy et l'Académie des sciences et des arts de Rhénanie-du-Nord-Westphalie. Il a obtenu plusieurs prix et distinctions : il est nommé Commandeur de l'ordre de Saint-Grégoire-le-Grand, Fellow of the British Academy, Commandeur de l'ordre du Mérite de la République fédérale d'Allemagne, 
prix historique de la ville de Münster (1998), l'anneau d'honneur de l'association Görres (1998), le prix scientifique Alfried-Krupp en 2000.